# علی اند فیلا
علی اند فیلا (به انگلیسی: Aly & Fila) یک گروه دونفرهٔ موسیقی ترنس مصری است. اعضای این گروه علی عمر فتح‌الله (ملقّب به علی) و Fadi Wassef Naguib (ملقّب به فیلا) هستند.

## ترانه‌شناسی

### آلبوم‌های استودیویی
- ۲۰۱۰: آفتاب تابان
- ۲۰۱۱: آفتاب تابان (ریمیکس‌ها)